# Piotr Michał Miączyński
Piotr Michał Miączyński herbu Suchekomnaty (ur. 1695, zm. 1776) – syn Atanazego Miączyńskiego oraz Heleny Łuszkowskiej.

## Życiorys
Od 8 lipca 1737 aż do śmierci (1776) wojewoda czernihowski. Był również starostą kamienopolskim, krzepnickim (1711), rokickim (1730), makowieckim (1738) oraz kasztelanem chełmskim (od 1725 po Kaźmierzu Dłużewskim). Ok. 1724 żeni się z Antoniną Beydo-Rzewuską hr. Krzywda (córka Adama Rzewuskiego, siostra Michała Józefa Rzewuskiego. 19 maja 1728 został rotmistrzem chorągwi husarskiej, obejmując ją po Jakubie Henryku Flemingu.
Był członkiem konfederacji generalnej zawiązanej 27 kwietnia 1733 roku na sejmie konwokacyjnym. W 1735 roku podpisał uchwałę Rady Generalnej konfederacji warszawskiej. 7 maja 1764 podpisał manifest, uznający odbywający się w obecności wojsk rosyjskich sejm konwokacyjny za nielegalny.
10 lipca 1737 roku podpisał we Wschowie konkordat ze Stolicą Apostolską.
10 maja 1774 został mu przyznany Order św. Stanisława, wcześniej kawaler Orła Białego.

## Potomkowie
- hr. Adam Kajetan Miączyński (1725–1779) – ostatni pisarz polny koronny, generał major wojsk koronnych
  - hr. Piotr August Miączyński – szambelan JKMci, kawaler Orderu św. Stanisława
  - hr. Ksawery Miączyński (1766–1854) – szambelan dworu saskiego
- Józef Bonawentura Miączyński (1731–1787) – generał major wojsk koronnych, rotmistrz kawalerii husarskiej
  - hr. Michał Miączyński – starosta śmidyński, rotmistrz kawalerii husarskiej
  - hr. Ignacy Miączyński (1760–1809) – poseł do Napoleona I
    - hr. Mateusz Miączyński (1799–1863) – pan na Pienikach, mąż Klementyny hr. Potockiej
      - hr. Alfonsyna Miączyńska – żona hr. Włodzimierza Dzieduszyckiego